# Villacerrada
Villacerrada, anteriormente conocido como Alto de la Villa, es un barrio céntrico de la ciudad española de Albacete. Es un barrio histórico de la capital, que en 1375 era uno de los tres núcleos fortificados elevados de Albacete. Con una población de 1386 habitantes (2012) es un barrio acomodado y bien dotado. 
Levantado sobre un antiguo cerro, tiene un perímetro con forma de anillo formado por 25 edificios de viviendas de ocho pisos de altura en cuyo interior se ubica la plaza de La Mancha, una de las más grandes y emblemáticas de la capital. Por debajo del barrio discurre el túnel de Villacerrada, que conduce desde la calle de la Caba hasta la plaza Mayor.

## Toponimia
La zona ha recibido los nombres históricos de Villa Cercada, Villa Cerrada, Villa Vieja, Alto de la Villa y Villacerrada. En la Guía Oficial de Albacete (1965) se recogía la denominación de Alto de la Villa, lo mismo que en el padrón de 1800 y en el de alcabalas de 1768 de la villa de Albacete. El topónimo de Villacerrada aparece en el padrón de 1700 y en el de alcabalas de 1652.

## Historia
Tradicionalmente se ha situado en esta zona el primer asentamiento permanente de Albacete, de la época medieval. Otros autores como Aurelio Pretel Marín, Luis Guillermo García-Saúco Beléndez y Miguel Panadero Moya sostienen que anterior al núcleo de Villacerrada sería la fortaleza militar en la zona de la actual plaza de las Carretas. Independientemente de cual fuera el primer asentamiento, Villacerrada era en 1375 uno de los tres núcleos fortificados elevados de la recién declarada villa de Albacete, junto con la fortaleza antes citada, de la plaza de las Carretas, y la situada en el solar actual de la catedral. Miguel Panadero, citando a Aurelio Pretel, atribuye la formación de una «villa nueva» en Villacerrada a la repoblación de los Manuel de Villena, tras la reconquista cristiana. Esta zona se caracterizaba por el trazado regular de sus calles y por la dedicación de su población a oficios artesanos y de mercados, reflejada en la toponimia: calle de Albarderos, Zapateros, etc.
A principios del siglo XIV se construyó en el Alto de Villa la primera iglesia de Albacete, bajo la advocación de Santa María de la Estrella. En ruinas en 1620, el templo estaba en un extremo de la fortificación medieval del Alto de la Villa y disponía de una torre vigía.
Tras la concesión a Albacete en 1375 del privilegio de villazgo se construyó una «cámara del concejo» conocida también por Santa María de la Estrella. Dicha sala, según Mateos y Sotos, estuvo presidida por una imagen de la virgen de la Estrella a partir de 1515. Recibía dicho nombre por su proximidad a la citada iglesia o por la presencia de la imagen. Carlos Ayllón Gutiérrez señala que hasta finales del siglo XV, el concejo de la villa de Albacete no dispuso de un edificio propio, «la casa del ayuntamiento» y que se reunía, normalmente, en la «sala de la plaça Nueva de la villa Nueva», que no era propiamente un edificio. Dicha plaza Nueva se corresponde con la actual plaza Mayor y la cámara se situaba en el lado interior.
En 1973 es derribado el Alto de la Villa —como era conocida entonces la zona—, incluido el antiguo mercado de la ciudad, en su plaza mayor. En la zona demolida se encontraba, entre otras vías, la plaza del Pozo de Nieve, cuyo nombre hacía referencia al nevero artificial que existió allí, dentro de la población. También hubo en la citada plaza un depósito de agua, el principal de la ciudad cuando en 1905 el rey Alfonso XIII inauguró su abastecimiento de agua potable. El agua, procedente del manantial denominado Ojos de San Jorge, subía al depósito impulsado por bombas eléctricas desde un depósito intermedio situado en la calle Juan Guspi y desde él se distribuía a la población.
La zona se había convertido, en el siglo XX, en un barrio tradicional de prostitución. Tres de ellas fueron retratadas por el fotógrafo Luis Escobar en su famosa obra Las señoritas del Alto de la Villa (1928), jugando a las cartas y bebiendo mientras esperan a los clientes. Finalmente, esta actividad se convirtió en el motivo oficial para demoler la zona.
Con el derribo desaparecieron los restos de la antigua fortificación y el refugio antiaéreo construido durante la guerra civil española, completamente. Con 222 metros de galerías excavadas y capacidad para 1998 personas, fue, según Selva Iniesta, probablemente el más utilizado de cuantos había en Albacete, habida cuenta de su capacidad —el mayor de la ciudad— y su emplazamiento. El refugio disponía de una chimenea a modo de respiradero en la plaza del Pozo de la Nieve, junto al depósito de agua.  
Tras la demolición, se construyó una plaza rodeada de 25 edificios de ocho pisos de altura, con un aparcamiento subterráneo. Y el mercado se reubicó en una esquina de esta nueva urbanización, que recuperó el histórico nombre de Villacerrada.

## Geografía
El barrio está situado en la zona centro de Albacete, entre las calles Albarderos al norte, Caba al sur, Carnicerías al este y Baños al oeste. Linda con los barrios Centro y Feria. Forma parte del distrito E de la ciudad junto con los barrios Centro, Industria, La Pajarita, Nuestra Señora de Cubas, Llanos del Águila, Polígono de San Antón y San Antonio Abad.

## Demografía
Villacerrada tiene 1386 habitantes (2012): 752 mujeres y 634 hombres. Es un barrio ligeramente envejecido. La población infantil se sitúa en el 15,54 %. El 9,4 % de los habitantes del barrio viven solos. El nivel educativo del barrio es el más alto de Albacete. Asimismo, las condiciones económicas y laborales de sus habitantes son superiores a la media de la ciudad.

## Urbanismo

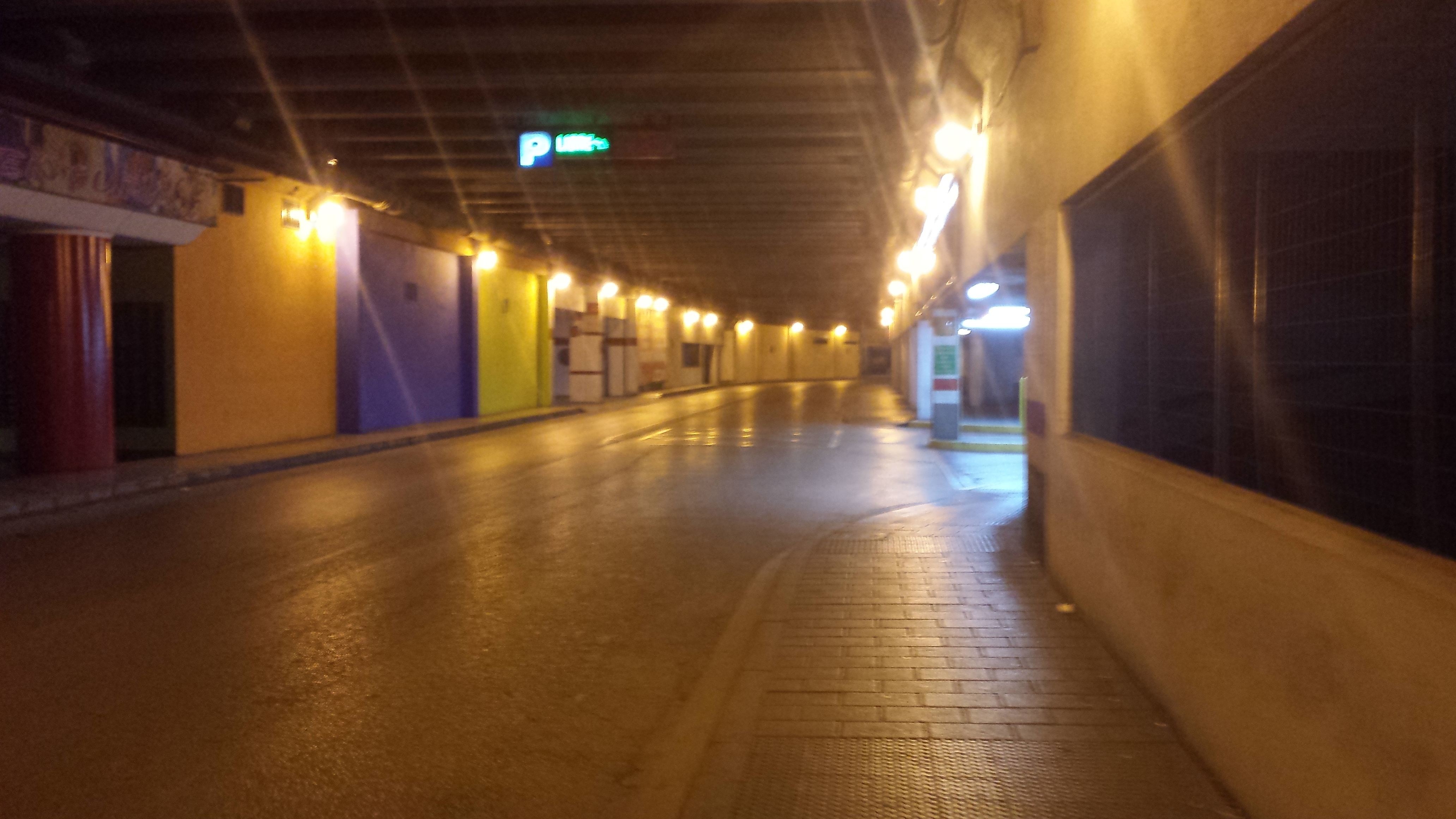
Vista del túnel de Villacerrada en dirección a la plaza Mayor de Albacete

Villacerrada está compuesta básicamente por un anillo externo cerrado de bloques de viviendas y una plaza central, la plaza de La Mancha, una de las más grandes y emblemáticas de Albacete. Bajo el barrio discurre un túnel subterráneo, el túnel de Villacerrada, que comunica las calles Caba y Albarderos (plaza Mayor).

## Servicios

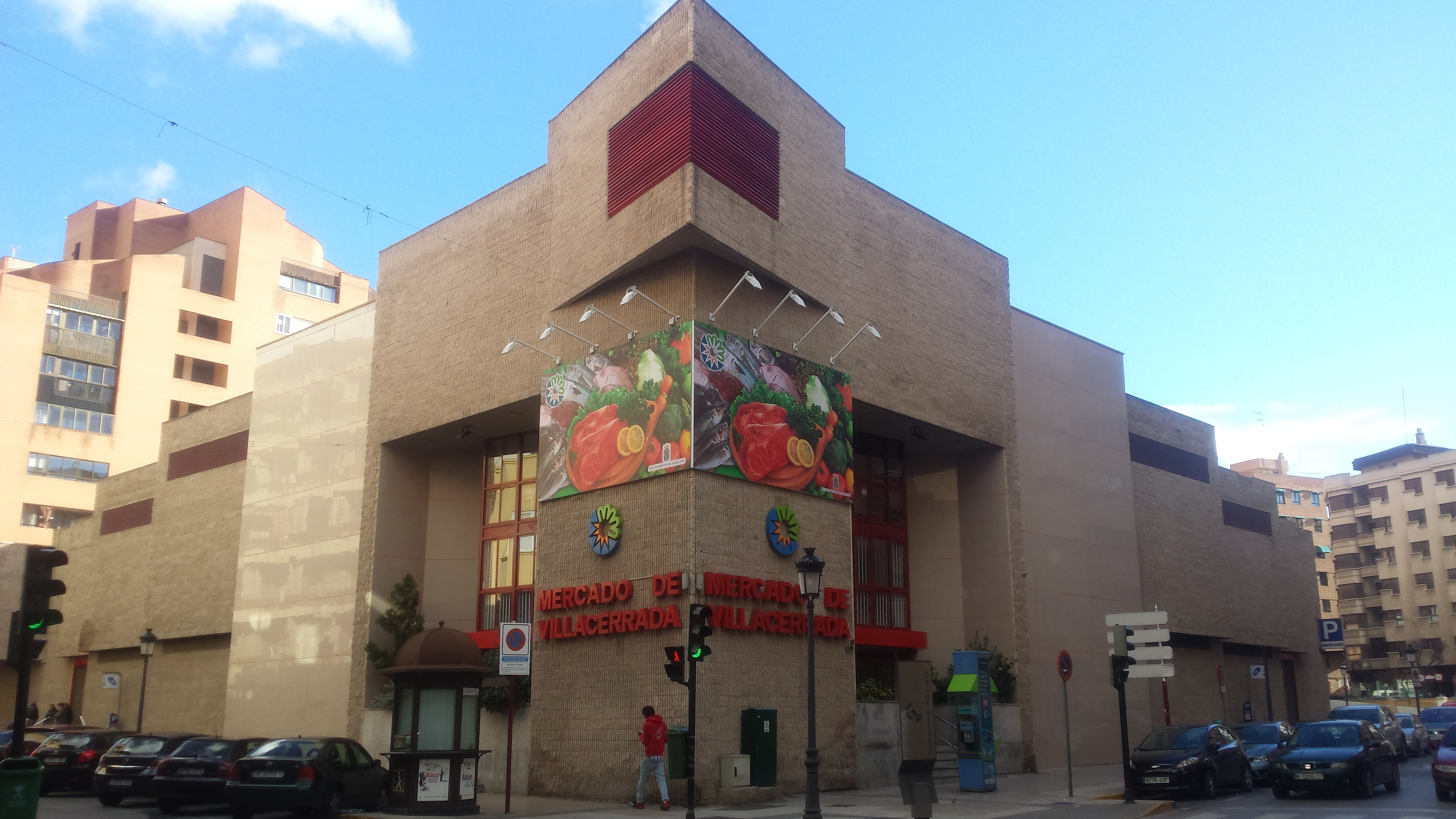
Vista del Mercado de Villacerrada

El exterior del anillo de edificios que forman Villacerrada es muy comercial, con multinacionales como El Corte Inglés. El barrio alberga el Mercado de Villacerrada de Albacete, el Centro de Salud Zona 3, el Colegio Público Villacerrada y el Centro Sociocultural Villacerrada, entre otros servicios.

## Fiestas
Las fiestas del barrio de Villacerrada tienen lugar del 30 de mayo al 1 de junio.

## Transporte
En autobús urbano, el barrio queda conectado mediante las siguientes líneas:
| Línea | Trayecto                                                                              | Recorrido                                                         | Frecuencia    |
| ----- | ------------------------------------------------------------------------------------- | ----------------------------------------------------------------- | ------------- |
|       | Campus UCLM - Barrio de Vereda                                                        | Recorrido Archivado el 1 de noviembre de 2014 en Wayback Machine. | 12-18 minutos |
|       | Campus UCLM - Barrio de Vereda                                                        | Recorrido Archivado el 17 de abril de 2014 en Wayback Machine.    | 12-18 minutos |
|       | Campus UCLM - Hospital Perpetuo Socorro                                               | Recorrido Archivado el 22 de febrero de 2014 en Wayback Machine.  | 12-18 minutos |
|       | Barrio San Pedro- Los Llanos del Águila-Parque Lineal - Parque Empresarial Campollano | Recorrido Archivado el 25 de febrero de 2014 en Wayback Machine.  | 15-20 minutos |